# Miconia denticulata
Miconia denticulata là một loài thực vật có hoa trong họ Mua. Loài này được Naudin mô tả khoa học đầu tiên năm 1851.